# Heiner Ludwig

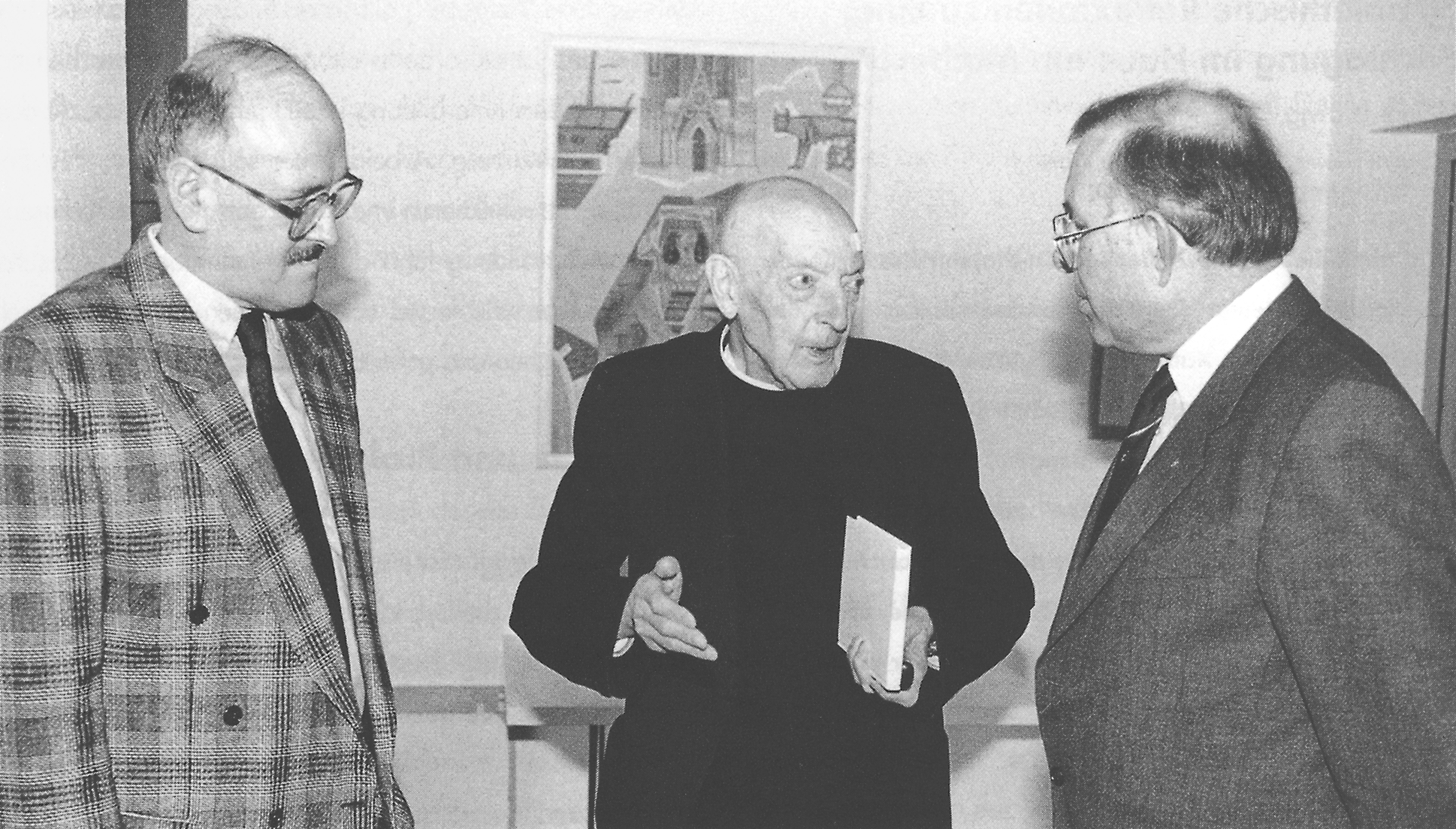
Heiner Ludwig (links) mit Pater Oswald von Nell-Breuning und Karl Nothof

Heiner Ludwig (* 18. November 1942 in Wadrill, Saarland) ist ein deutscher römisch-katholischer Theologe.
Ludwig studierte römisch-katholische Theologie an der Universität Münster und schloss 1969 das Studium als Diplom-Theologe ab. Von 1970 bis 1975 war er wissenschaftlicher Mitarbeiter an der Universität Münster. Im Jahr 1975 erfolgte die Promotion sowie 1976 die Berufung als Professor auf Zeit an der Universität Gießen. 1983 wurde Ludwig zum Referenten für Kirche und Arbeiterschaft beim Katholischen Bezirksamt Frankfurt/Main berufen und übte das Amt bis 1990 aus. Anschließend wurde er zum Direktor der Akademie für politische und soziale Bildung des Bistums Mainz – „Haus am Maiberg“ – in Heppenheim berufen. Von 1996 bis 2007 war Ludwig als Professor am Institut für Theologie und Sozialethik der TU Darmstadt tätig. Ludwig ist verheiratet und hat drei Kinder.

## Werke (Auswahl)
- Arbeit ist keine Ware! Über wirtschaftliche Krisen, normative Orientierung und politische Praxis (gemeinschaftlich mit W. Thierse), Freiburg 2009
- Gesellschaftliche Integration durch Arbeit. Über die Zukunftsfähigkeit sozialkatholischer Traditionen von Arbeit und Demokratie am Ende der Industriegesellschaft, Studien zur christlichen Gesellschaftsethik Bd. 2 (gemeinschaftlich mit Karl Gabriel), Münster 2000
- Die Zweier-Verdiener-Familie. Von der Familienförderung zur Kinderförderung? Studien zur christlichen Gesellschaftsethik, Band 8 (gemeinschaftlich mit Bernhard Emunds/H. Zingel), Münster 2003.
- Sozial- und Linkskatholizismus. Erinnerung, Orientierung, Befreiung. (hg. mit W. Schroeder), Frankfurt/M. 1990.
- Die Kirche im Prozess der gesellschaftlichen Differenzierung. München 1976.